# 王志
王 志（おう し、460年 - 513年）は、南朝宋から梁にかけての政治家・書家。字は次道。本貫は琅邪郡臨沂県。兄は王慈。

## 経歴
王僧虔（王曇首の子）の子として生まれた。宋の孝武帝の娘の安固公主を妻に迎え、駙馬都尉・秘書郎に任じられた。太尉行参軍・太子舎人・武陵王文学を歴任した。褚淵が司徒となると、王志は召されて司徒主簿となった。鎮北竟陵王功曹史・安陸王友・南郡王友を歴任した。入朝して中書侍郎となった。まもなく宣城郡内史に任じられ、善政で知られた。宣城郡の民の張倪と呉慶が田地を争い、長年にわたって決着をみなかった。王志が赴任すると、宣城郡の父老は郷里の争いを恥じ、張倪と呉慶はともに罪を請うたので、係争地は閑田となった。王志は召されて黄門侍郎に任じられ、まもなく吏部侍郎に転じた。
寧朔将軍・東陽郡太守として出向した。東陽郡の獄中には重罪の囚人が十数人おり、冬至の日に家に帰させ、時節が過ぎると獄に戻る手筈であったが、1人が期限を過ぎても戻らなかった。獄司がこれを報告すると、王志は「これは太守の責任なので、おまえは心配するな」と言った。翌朝、遅刻した囚人が戻ってきて、囚人の妻が妊娠していたので、東陽郡の官吏や民衆たちは王志の差配に感嘆して服した。
永明2年（484年）、入朝して侍中となり、受けないうちに吏部尚書に転じた。崔慧景の乱が平定されると、王志は右軍将軍の位を加えられ、臨汝侯に封じられたが、固辞して受けず、右衛将軍を兼ねるにとどまった。
蕭衍が起兵して建康に到着すると、城内では東昏侯蕭宝巻が殺害され、官僚たちが署名して蕭宝巻の首を蕭衍のもとに送った。王志はこれを聞くと、「冠は弊なりといえど、足に加うべきか」と嘆き、庭の樹木の葉を取って服用し、偽の病に苦しんだふりをして、署名しなかった。蕭衍は王志の署名がないことを喜んで、責めなかった。霸府が開かれると、王志は右軍将軍・驃騎大将軍長史となった。南朝梁が建てられると、散騎常侍・中書令に転じた。
天監元年（502年）、蕭衍が即位すると、王志は本官のまま前軍将軍を兼ねた。この年のうちに冠軍将軍・丹陽尹に転じた。統治は清廉で穏健であり、煩雑で厳しい施策は除かれた。京師に子のない寡婦があり、姑が亡くなると借金を重ねて葬式を出した。王志はその義をあわれんで、私財を出して償わせた。飢饉の年には毎朝郡門で粥の炊き出しをおこなって施した。
天監3年（504年）、散騎常侍・中書令となり、游撃将軍を兼ねた。王志は「謝荘は宋の孝武帝の世にあって、位は中書令にとどまった。わたしもこれを過ぎてはいけない」と親族たちに言っていた。病と称して賓客の面会を断り、交友も控え目であった。前将軍・太常卿に転じた。天監6年（507年）、雲麾将軍・安西始興王長史・南郡太守として出向した。天監7年（508年）、軍師将軍・平西鄱陽王長史・江夏郡太守に転じた。天監9年（510年）、散騎常侍・金紫光禄大夫の位を受けた。
天監12年（513年）、死去した。享年は54。普通4年（523年）に改葬され、安と追諡された。
王志は草書と隷書を得意とし、「書聖」と称された。

## 子女
- 王緝
- 王休
- 王諲
- 王操
- 王素

## 伝記資料
- 『梁書』巻21 列伝第15
- 『南史』巻22 列伝第12